# Feuerwehr Neuwied
Die Feuerwehr Neuwied ist das Amt 37 für Feuer-, Hochwasser- und Katastrophenschutz der Stadt Neuwied. Sie wurde im Jahr 1867 gegründet und besteht neben der Ständigen Feuerwehrbereitschaft zusätzlich aus acht Einheiten der Freiwilligen Feuerwehr und der Jugendfeuerwehr.

## Geschichte
Der Verhütung eines Feuerbrandes dienten bereits im 18. Jahrhundert die ersten Anordnungen in Textform im Kurfürstentum Trier vom 9. Mai 1721, die durch die Gesamtverordnung vom 27. November 1783 wesentlich ergänzt und präzisiert wurde.
Die Freiwillige Feuerwehr der Stadt Neuwied entwickelte sich aus dem örtlichen Turnverein. Bei ihrer Gründung im Jahr 1867 bestand die Feuerwehr aus 38 Mitgliedern unter der Führung von Hauptmann Peter Bonn. Die Gerätschaften wurden bereits zu jener Zeit von der Stadt gestellt. Im Jahr 1926 stellte Bürgermeister Robert Krups ein Bereitschaftssystem mit haupt- und ehrenamtlichen Feuerwehrleuten auf. Wie bei vielen Feuerwehren in Deutschland hinterließ der Zweite Weltkrieg, in dem die Feuerwehrmänner sogar bis nach Koblenz eingesetzt wurden, große Lücken in der Mannschaft. Aus den noch vorhandenen Fahrzeugen und Geräten wurde in wenigen Jahren die materielle Grundlage für den dauerhaften Feuerwehrdienst mit einer engagierten Mannschaft gelegt.

## Aufgabenbereiche
Das Amt für Feuer-, Hochwasser- und Katastrophenschutz (Amt 37) hat für die Stadt Neuwied Aufgaben nach dem Landes-, Brand- und Katastrophenschutzgesetz (LBKG) übernommen. Die Aufgaben untergliedern sich wie folgt:
- Abwehrender Brandschutz
- Vorbeugender Brand- und Gefahrenschutz
- Allgemeine Hilfe durch die Feuerwehr Neuwied
- Katastrophenschutz einschließlich Einsätze bei Hochwasser als Wasserwehr
- Zivilschutz

Die Feuerwehr wird seit 2008 über die integrierte Feuerwehr- und Rettungsleitstelle (ILS) Montabaur alarmiert.

## Ständige Feuerwehrbereitschaft
Die Stadt Neuwied hat für ihre Feuerwehr ein einzigartiges Modell, das 1926 von dem damaligen Bürgermeister Robert Krups entwickelt wurde. Um den Brandschutz für die etwa 65.000 Einwohner in der Stadt Neuwied ausreichend sicherzustellen, beschäftigt die Feuerwehr eine Tagesbereitschaft mit zehn hauptamtlichen Feuerwehrleuten. Diese werden bei Bedarf von 14 ausgebildeten Mitarbeitern der benachbarten Stadtwerke Neuwied GmbH (SWN) unterstützt, mit der ein Feuerwehrbesorgungsvertrag geschlossen wurde. Außerhalb der SWN-Geschäftszeiten verrichtet die Ständige Feuerwehrbereitschaft ihren Dienst. Die 28 Mitglieder der drei Wachabteilungen wohnen in eigens für sie errichteten Wohngebäuden unmittelbar neben der Feuerwache und erhalten für ihren Dienst eine monatliche Aufwandsentschädigung.

### Feuerwehreinsatzzentrale
Eine Feuerwehreinsatzzentrale (FEZ) wird ebenfalls von den Stadtwerken Neuwied GmbH betrieben und ist rund um die Uhr besetzt. Bei größeren Schadenslagen übernimmt die Funkgruppe (IuK-Einheit) der Feuerwehrbereitschaft die Tätigkeiten der FEZ in der Feuerwache.

### Gefahrstoffzug
In Neuwied wurde eine Teileinheit des Gefahrstoffzuges Kreis Neuwied aufgestellt, der für die technische Hilfeleistung nach Gefahrgutunfällen ausgebildet und ausgerüstet ist. Aufgaben der Teileinheit sind die ABC-Erkundung, die Beseitigung gefährlicher Stoffe und der Strahlenschutz.
Der Gefahrstoffzug der Feuerwehr Neuwied verfügt über ein Messfahrzeug-Gefahrgut (Mef-G), einen Gerätewagen Gefahrgut 2 (GW-G2) und ein Dekontaminationsmehrzweckfahrzeug (DMF). Die Kosten trägt der Landkreis Neuwied.
Das DMF und der GW-G2 sind beim Löschzug Heimbach-Weis stationiert, das MEF-G beim Löschzug Engers.

### Gewässer
Die Feuerwehr Neuwied ist für die Sicherheit von 13 Rheinkilometern zuständig. Hierfür stehen ein Mehrzweckboot und mehrere Rettungsboote zur Verfügung. Darüber hinaus wird der Hochwasserschutz durch die Feuerwehr sichergestellt. Diese Aufgabe umfasst unter anderem das Schließen der Tore des Neuwieder Deiches sowie die Deichkontrolle während des Hochwassers.

## Freiwillige Feuerwehr
Bei der Feuerwehr Neuwied verrichten in acht Löschzügen etwa 270 ehrenamtliche Feuerwehrleute ihren Dienst.
Löschzüge der Feuerwehr Neuwied:
- Löschzug 1 (Ständige Feuerwehrbereitschaft): Innenstadt, Heddesdorf, Block
- Löschzug 3: Irlich
- Löschzug 4: Feldkirchen
- Löschzug 5: Niederbieber, Segendorf, Rodenbach, Altwied
- Löschzug 7: Oberbieber, Torney
- Löschzug 8: Gladbach
- Löschzug 9: Heimbach-Weis
- Löschzug 10: Engers

Der Löschzug 2 (Heddesdorf) wurde in den 1970er Jahren mit dem Löschzug 1 (Innenstadt) zusammengelegt. Der Löschzug 6 (Altwied) wurde Mitte der 1980er Jahre mit dem Löschzug 5 (Niederbieber) zusammengelegt.

### Fahrzeuge
Der Fuhrpark der Neuwieder Feuerwehr besteht aus 45 Fahrzeugen. Im Einzelnen sind dies zwei Hubrettungsfahrzeuge, acht Löschfahrzeuge, sechs Tanklöschfahrzeuge, drei Rüstwagen, vier Gerätewagen, vier Führungsfahrzeuge, drei Mannschaftstransportfahrzeuge, zehn Mehrzweckfahrzeuge sowie vier Boote.
Davon auch zwei Fahrzeuge des Landkreises Neuwied (ein Führungskraftwagen und Tanklöschfahrzeug 24/50), die im Feuerwehrhaus in Niederbieber stationiert sind und drei Fahrzeuge des Gefahrstoffzugs Landkreis Neuwied, Teileinheit Stadt Neuwied, die in den Feuerwehrhäusern in Engers und Heimbach-Weis stationiert sind.
| Standort        | Funkrufname      | Abkürzung | Fahrzeugbezeichnung                    | Fahrzeugart                                 |
| --------------- | ---------------- | --------- | -------------------------------------- | ------------------------------------------- |
| Neuwied         | 1/10-1           | KdoW      | Kommandowagen                          | Führungs-/ und Mannschaftstransportfahrzeug |
| Neuwied         | 1/10-2           | KdoW      | Kommandowagen                          | Führungs-/ und Mannschaftstransportfahrzeug |
| Neuwied         | 1/11-1           | ELW 1     | Einsatzleitwagen 1                     | Führungs-/ und Mannschaftstransportfahrzeug |
| Neuwied         | 1/19-1           | MTF       | Mannschaftstransportfahrzeug           | Führungs-/ und Mannschaftstransportfahrzeug |
| Neuwied         | 1/34-1           | DLK 23/12 | Drehleiter 23/12                       | Hubrettungsfahrzeug                         |
| Neuwied         | 1/45-1           | LF 16/12  | Löschgruppenfahrzeug 16/12             | Löschfahrzeug                               |
| Neuwied         | 1/46-1           | HLF 20    | Hilfeleistungs-Löschgruppenfahrzeug 20 | Löschfahrzeug                               |
| Neuwied         | 1/63-1           | GW-Verpf  | Gerätewagen Verpflegung                | Gerätewagen und Rüstwagen                   |
| Neuwied         | 1/71-1           | MZF 1     | Mehrzweckfahrzeug 1                    | Sonstiges Fahrzeug                          |
| Neuwied         | 1/73-1           | MZF 3     | Mehrzweckfahrzeug 3                    | Sonstiges Fahrzeug                          |
| Neuwied         | 1/79-1           | MZB       | Mehrzweckboot                          | Boot                                        |
| Irlich          | 3/44-1           | LF 10/6   | Staffellöschfahrzeug 10/6              | Löschfahrzeug                               |
| Irlich          | 3/71-1           | MZF 1     | Mehrzweckfahrzeug 1                    | Sonstiges Fahrzeug                          |
| Irlich          | 3/71-2           | MZF 1     | Mehrzweckfahrzeug 1                    | Sonstiges Fahrzeug                          |
| Irlich          | 3/77-1           | RTB 2     | Rettungsboot 2                         | Boot                                        |
| Irlich          | 3/77-2           | RTB 2     | Rettungsboot 2                         | Boot                                        |
| Feldkirchen     | 4/23-1           | TLF 16/25 | Tanklöschfahrzeug 16/25                | Tanklöschfahrzeug                           |
| Feldkirchen     | 4/40-1           | TSA       | Tragkraftspritzenanhänger              | Löschfahrzeug                               |
| Feldkirchen     | 4/45-1           | HLF 10    | Hilfeleistungs-Löschgruppenfahrzeug 10 | Löschfahrzeug                               |
| Feldkirchen     | 4/71-1           | MZF 1     | Mehrzweckfahrzeug 1                    | Sonstiges Fahrzeug                          |
| Niederbieber    | Kater Neuwied 11 | FüKW      | Führungskraftwagen TEL                 | Führungs-/ und Mannschaftstransportfahrzeug |
| Niederbieber    | 5/34-1           | DLK 23/12 | Drehleiter 23/12                       | Hubrettungsfahrzeug                         |
| Niederbieber    | 5/22-1           | TLF 8/18  | Tanklöschfahrzeug 8/18                 | Tanklöschfahrzeug                           |
| Niederbieber    | 5/23-1           | TLF 16/25 | Tanklöschfahrzeug 16/25                | Tanklöschfahrzeug                           |
| Niederbieber    | 5/44-1           | LF 8/6    | Löschgruppenfahrzeug 8/6               | Löschfahrzeug                               |
| Niederbieber    | 5/50-1           | VRW       | Vorausrüstwagen                        | Gerätewagen und Rüstwagen                   |
| Niederbieber    | 5/71-1           | MZF 1     | Mehrzweckfahrzeug 1                    | Sonstiges Fahrzeug                          |
| Oberbieber      | 7/23-1           | TLF 16/25 | Tanklöschfahrzeug 16/25                | Tanklöschfahrzeug                           |
| Oberbieber      | 7/24-1           | TLF 24/50 | Tanklöschfahrzeug 24/50                | Tanklöschfahrzeug                           |
| Oberbieber      | 7/71-1           | MZF 1     | Mehrzweckfahrzeug 1                    | Sonstiges Fahrzeug                          |
| Gladbach        | 8/23-1           | TLF 16/25 | Tanklöschfahrzeug 16/25                | Tanklöschfahrzeug                           |
| Gladbach        | 8/72-1           | MZF 2     | Mehrzweckfahrzeug 2                    | Sonstiges Fahrzeug                          |
| Heimbach-Weis   | 9/19-1           | MTF       | Mannschaftstransportfahrzeug           | Führungs-/ und Mannschaftstransportfahrzeug |
| Heimbach-Weis   | 9/23-1           | TLF 16/25 | Tanklöschfahrzeug 16/25                | Tanklöschfahrzeug                           |
| Heimbach-Weis   | 9/50-1           | VRW       | Vorausrüstwagen                        | Gerätewagen und Rüstwagen                   |
| Heimbach-Weis   | 9/54-1           | GW-G 2    | Gerätewagen Gefahrgut                  | Gerätewagen und Rüstwagen                   |
| Heimbach-Weis   | 9/72-1           | MZF 2     | Mehrzweckfahrzeug 2 (Mit AC Dekon)     | Sonstiges Fahrzeug                          |
| Heimbach-Weis   | 9/79-1           | MZBOOT    | Mehrzweckboot                          | Boot                                        |
| Engers          | 10/19-1          | MTF       | Mannschaftstransportfahrzeug           | Führungs-/ und Mannschaftstransportfahrzeug |
| Engers          | 10/45-1          | HLF 10    | Hilfeleistungs-Löschgruppenfahrzeug 10 | Löschfahrzeug                               |
| Engers          | 10/53-1          | MeF-G     | Gerätewagen Messtechnik                | Gerätewagen und Rüstwagen                   |
| Engers          | 10/71-1          | MZF 1     | Mehrzweckfahrzeug 1                    | Sonstiges Fahrzeug                          |
| Engers          | 10/77-1          | RTB 2     | Rettungsboot 2                         | Boot                                        |
| Jugendfeuerwehr | 7/42-1           | TSF-W     | Tragkraftspritzenfahrzeug-Wasser       | Löschfahrzeug                               |

Fahrzeuge des überörtlichen Brandschutzes, der überörtlichen allgemeine Hilfe und des Katastrophenschutzes des Landkreises Neuwied sind in der Tabelle _ orange hinterlegt.

## Partnerfeuerwehr
Partnerfeuerwehr ist die Freiwillige Feuerwehr Güstrow in Mecklenburg-Vorpommern.

## Jugendfeuerwehr
Die Jugendfeuerwehr der Stadt Neuwied wurde im Jahr 1978 gegründet und umfasst derzeit etwa 33 Jugendliche. Ihnen stehen ein eigenes Feuerwehrhaus im Stadtteil Oberbieber mit zwei ehemaligen Einsatzfahrzeugen zur Verfügung.
Ein Fahrzeug, ein TSW-W stand im Einsatzdienst des Löschzuges Oberbieber und wurde 2025 von der Jugendfeuerwehr übernommen. Ein LF 8/6 wurde im Jahr 2017 als Leihgabe vom Löschzug Gladbach an den Löschzug Niederbieber-Segendorf abgegeben, das Fahrzeug wird dennoch für Jugendfeuerwehrübungen genutzt.

## Trivia
Die Feuerwache der Innenstadt beschäftigte einen offiziell geführten „Dienstkater“ namens Grisu. Er wurde angeschafft, um die Wache von Mäusen und Siebenschläfern frei zu halten. Am 22. Januar 2015 wurde Grisu von einem Auto überfahren und erlag kurze Zeit später seinen Verletzungen.